# Doris Miller
Doris Miller, Dorie Miller (ur. 12 października 1919 w Waco, zm. 24 listopada 1943) – amerykański marynarz. Pierwszy czarnoskóry, któremu przyznano Krzyż Marynarki Wojennej – najwyższe odznaczenie United States Navy. W 2002 roku Molefi Kete Asante umieścił go na swojej liście stu najbardziej zasłużonych Afroamerykanów.

## Życiorys

### Młodość
Urodził się jako trzeci z czterech synów Henrietty i Connera Millerów. Będąc młodzieńcem dał się poznać jako osoba bardzo taktowna. Pomagał w domu gotując posiłki i robiąc pranie, jak i w pracy na gospodarstwie ojca. Był dobrym uczniem. Grał w szkolnej drużynie footballowej Waco's A.J. Moore High School na pozycji obrońcy. Na boisku wołano na niego „Wściekły Byk” z powodu jego dużej postury (1,75 m przy 91 kg masy).

### Kariera wojskowa
Do czasu zaciągnięcia się w służbę United States Navy pracował na gospodarstwie ojca. 3 września 1939 roku wstąpił w służbę marynarki, gdzie służył jako pomocnik kucharza trzeciej klasy.
Był kucharzem III klasy, a więc zajmował się najmniej prestiżowymi czynnościami, takimi jak obieranie ziemniaków i sprzątanie stołu. Przeszedł szkolenie na rusznikarza w Naval Station Norfolk w Norfolk. Na niszczycielu i statku zaopatrzeniowym USS „Pyro” służył jako pomocnik kucharza. 2 stycznia 1940 roku został oddelegowany na pancernik USS „West Virginia”. W czasie służby na tym okręcie zajął się boksowaniem w wadze ciężkiej. W lipcu tego samego roku otrzymał tymczasowy przydział na USS „Nevada”. Powrócił na USS „West Virginia” 3 sierpnia 1941 roku.

### Atak na Pearl Harbor
Tuż po pobudce (ok. godziny 6:00) zbierał pranie na okręcie, kiedy rozbrzmiały syreny alarmowe. Zmierzał do miejsca składowania broni przeciwlotniczej. Został wyznaczony do odprowadzenia rannych marynarzy w bezpieczne miejsce. Przeniósł tam także swego przełożonego, kapitana Mervina Baniona, ranionego odłamkami bomby. Doris został poproszony przez starszego oficera o ewakuację kapitana do najbliższego punktu medycznego, na co nie zezwolił kapitan, który postanowił nie opuszczać pokładu – zginął tego samego dnia.
Został skierowany do pomocy w obsłudze karabinu przeciwlotniczego kalibru 12,7 mm. Przejął nad nim kontrolę i otworzył ogień do japońskich samolotów, pomimo braku treningu w posługiwaniu się tą bronią. Strzelał do czasu, aż zabrakło mu amunicji. W tym czasie co najmniej dwie bomby i torpedy trafiły w pokład USS „West Virginia”. Pancernik stopniowo zaczął opadać na dno portu. Miller wraz z ocalałą załogą opuścił jednostkę.

### Wojna na Pacyfiku

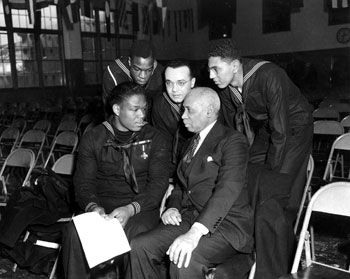
Miller rozmawia z marynarzami i cywilami Naval Station Great Lakes, 7 stycznia 1943

Dorisa awansowano do stopnia zastępcy kucharza pierwszej klasy 1 czerwca 1942 roku. 27 czerwca 1942 Kurier Pittsburski nawoływał, aby możliwa była przepustka na powrót do domu dla Millera, na co wcześniej dostali zezwolenie już jego biali koledzy. 23 listopada 1942 roku Doris wrócił do Pearl Harbor, gdzie otrzymał rozkaz stawienia się na pokładzie USS „Indianapolis”.
6 lutego 1943 roku Pittsburgh Courier ponownie podjął temat Dorisa. Tym razem nawoływał, aby wrócił na wojnę. Nagłówek brzmiał: „On walczył… trzymając mop, kiedy inni bohaterowie Pearl Harbor dostawali odznaczenia”. Potwierdziło to formujące się przeświadczenie, że taki człowiek jest cennym żołnierzem i należałoby go odciągnąć od wojny. W tym czasie Doris był już w drodze na nową jednostkę.
Miller zgłosił się na Puget Sound Naval Shipyard and Intermediate Maintenance Facility 15 maja 1943 roku. Ponownie podniesiono jego rangę, tym razem na Kucharza Oficera 3 Kategorii na lotniskowcu USS „Liscome Bay”. Po szkoleniu na Hawajach załoga lotniskowca została wysłana do walk u wybrzeży Wysp Gilberta. Załoga uczestniczyła w bitwie pod Tarawą 20 listopada 1943 roku. 24 listopada japońska torpeda z okrętu typu I-175 trafiła w rufę okrętu. Ten zatonął w kilka minut. Ocalało 242 członków załogi. Pozostałych uznano za zmarłych. Dnia 7 grudnia 1943 roku rodzice Dorisa zostali zawiadomieni, że najprawdopodobniej ich syn zginął w boju. Nabożeństwo żałobne odbyło się 30 kwietnia 1944 roku w Waco, w Kościele Baptystów, sponsorowanym przez Klub Zwycięstwa. 28 maja w hołdzie Dorisowi Millerowi wystawiono pomnik w Moore High School. 25 listopada Sekretarz Marynarki Wojennej Stanów Zjednoczonych ogłosił oficjalnie, że Doris Miller zginął w boju.

## Popkultura
Postać Millera służyła w celach propagandowych, m.in. na plakacie above and beyond the call of duty nawołującego młodych mężczyzn każdego koloru skóry do wstąpienia w szeregi Armii Stanów Zjednoczonych. W 1942 roku dokonania Millera zostały udramatyzowane w seriach radia CBS They Leave Forever. W postać Millera wcielił się Elven Havard w filmie z 1970 roku Tora! Tora! Tora!, a w 2001 roku Cuba Gooding Jr. w filmie Pearl Harbor W 2007 roku historyk, Bill O’Neal ogłosił publicznie: Doris Miller: Hero of Pearl Harbor (ang. Bohater z Pearl Harbor).

## Upamiętnienie
- Lotniskowiec USS „Doris Miller”, przyszły okręt typu Gerald R. Ford, pierwszy w historii lotniskowiec nazwany na cześć afroamerykanina i żołnierza nie będącego wyższym oficerem[4]
- Fregata USS „Miller”, należąca do typu Knox, której budowa została zlecona 30 czerwca 1973 roku, została nazwana na cześć Millera.
- The Doris Miller Foundation fundacja założona w 1947. Corocznie rozdaje nagrody za osobisty lub grupowy wkład w polepszaniu relacji pomiędzy białymi i czarnymi.
- The Bachelor Enlisted Quarters at Great Lakes Naval Base – kwatery w bazie marynarki poświęcone pamięci Millera 7 grudnia 1971.
- Monument poświęcony Millerowi w Waco Veterans Medical Center, Waco
- Doris Miller Drive – w Waco Veterans Medical Center
- Doris Miller Elementary School – w Waco
- Doris Miller YMCA – w Waco
- Dorie Miller Center – w San Antonio
- Dorie Miller Elementary School – w San Antonio
- Dorie Miller Houses – w Corona
- Dorie Miller Housing Project – w Gary
- Dorie Miller Elementary School – w San Diego
- Doris Miller Junior High School – w San Marcos
- Doris Miller Auditorium – w Austin
- Doris Miller Community Center – w Newport News
- Doris Miller Park – wspólnota domów dla młodszych oficerów w Pearl Harbor
- Doris Miller Post 915 – oddział Piechoty Marynarki Wojennej w Chicago[5]
- Dorie Miller Chapter 14 – oddział niepełnosprawnych weteranów w Waszyngtonie
- 11 października 1991 bractwo Alpha Kappa Alpha poświęciło brązową płytę Dorisowi Millerowi.
- Dorie Miller Park – w Lewisburgu